# Gustav Brüninghaus
Gustav Hermann Brüninghaus (* 7. März 1875 in Werdohl; † 22. März 1955 in Versmold) war ein deutscher Stahlindustrieller.

## Leben
Nach dem Abitur am Realgymnasium in Iserlohn studierte Gustav Brüninghaus Ingenieurwissenschaften an den Technischen Hochschulen Hannover und Charlottenburg. In Hannover wurde er im Jahre 1894 Mitglied des Corps Saxonia.
1898 trat Brüninghaus in das Unternehmen seiner Familie, die Stahlwerke Brüninghaus in Werdohl, ein. Er wurde Direktor und Vorstandsmitglied der 1908 in eine Aktiengesellschaft umfirmierten Stahlwerke. Während des Ersten Weltkriegs wurde er wegen der Herstellung kriegswichtiger Rohstoffe nicht eingezogen. Unter seiner Ägide nahm Brüninghaus 1919 die Federnproduktion auf, bildete 1920 eine Interessengemeinschaft mit der Deutsch-Luxemburgischen Bergwerks- und Hütten-AG und kam somit 1926 zu den Vereinigten Stahlwerken und 1927 zu den Deutschen Edelstahlwerken. 1951, vier Jahre vor seinem Tod, wurde die Stahlwerke Brüninghaus AG in die Stahlwerke Südwestfalen AG eingegliedert.
Gustav Brüninghaus war Vorsteher der Listertalsperrengenossenschaft.